# Sepsisoma anale
Sepsisoma anale är en tvåvingeart som först beskrevs av Ignaz Rudolph Schiner 1868.  Sepsisoma anale ingår i släktet Sepsisoma och familjen Richardiidae. Inga underarter finns listade i Catalogue of Life.